# Vlachiolus vojtechi
Genre
Espèce
Vlachiolus vojtechi, unique représentant du genre Vlachiolus, est une espèce d'opilions laniatores de la famille des Samoidae.

## Distribution
Cette espèce est endémique de la province de Pinar del Río à Cuba. Elle se rencontre dans la Sierra de Rangel.

## Description
La femelle holotype mesure 4 mm.

## Étymologie
Cette espèce est nommée en l'honneur de Vlach Vojtěch.
Ce genre est nommé en l'honneur de Vlach Vojtěch.

## Publication originale
- Šilhavý, 1979 : « New American representatives of the subfamily Samoinae (Opiliones, Phalangodidae, Arach.). » Annotationes Zoologicae et Botanicae, no 130, p. 1–27.